# Anavilhanas

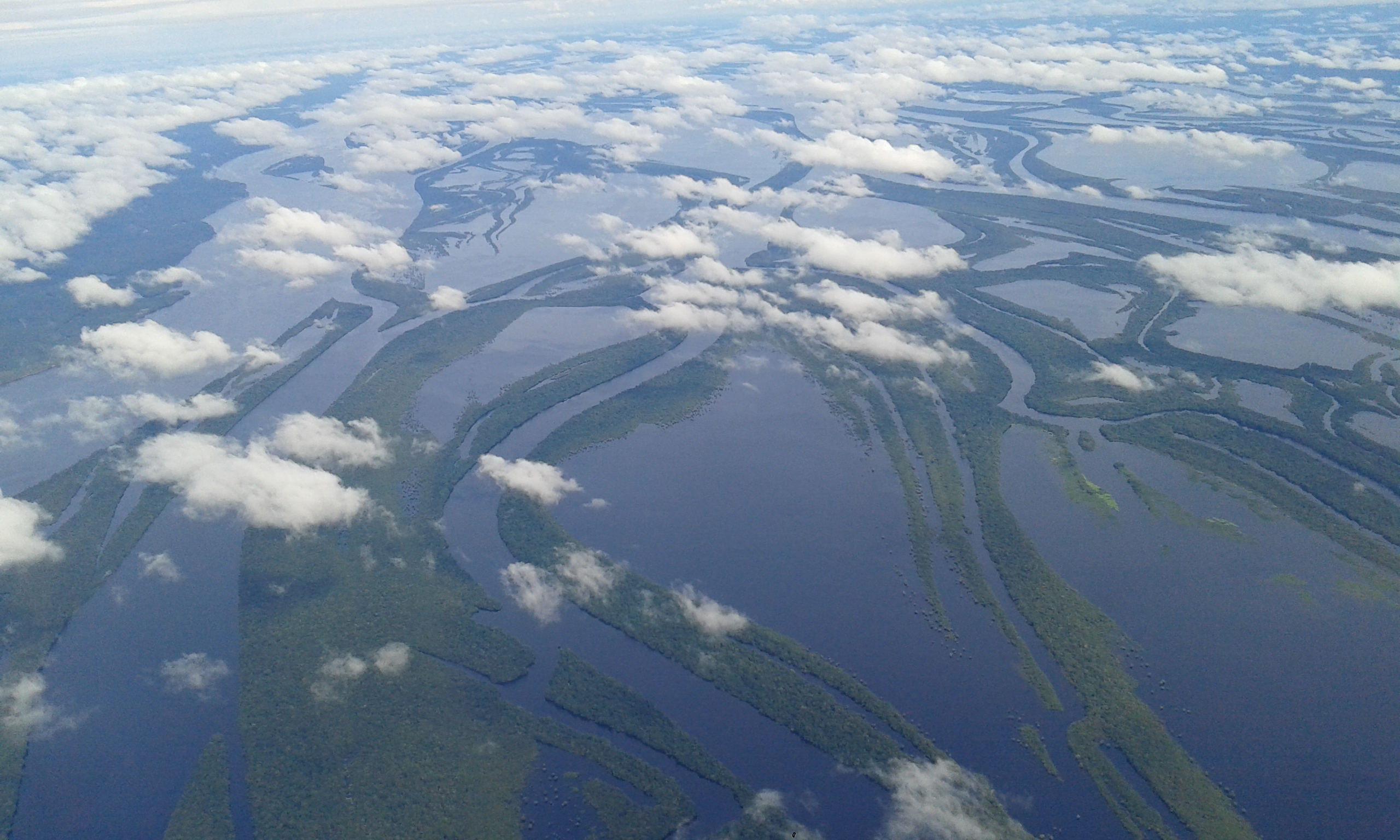
Imagem aérea do arquipélago das Anavilhanas, em 2015.

Anavilhanas é um arquipélago brasileiro situado no leito do rio Negro. Possui aproximadamente 400 ilhas, 60 lagos e dezenas de paranás (canais de rio) e furos (caminhos estreitos que atravessam os igapós), formando um imenso labirinto aquático. Está em sua totalidade no estado do Amazonas.
Estende-se por cerca de 160 km, da montante para a jusante, abaixo da foz do rio Puduari até um pouco acima da foz do igarapé Acajituba. Está legalmente protegido pelo Parque Nacional de Anavilhanas.